# Bullenbeisser
Il Bullenbeisser, conosciuto anche come Bullen, noto come German Bulldog dai cinofili anglofoni e "Vecchio mastino tedesco" da quelli italiani, era una razza canina molossoide originaria della Germania e ormai estinta. Strettamente imparentato con il Bärenbeisser, altra razza canina germanica estinta, servì da base per la selezione dei molossoidi tedeschi da guardia-difesa: Rottweiler, Deutscher Boxer, Alano, ecc.

Sono note due varianti geografiche della razza: il Brabanter Bullenbeisser, più piccolo, ed il Danziger Bullenbeisser di dimensioni maggiori.

## Storia
I Bullen furono in buona sostanza la variante germanica delle razze molossoidi diffusesi in Europa nel corso dell'Età Antica. Cani di grossa taglia, robusti, con mascelle potenti impiegati per compiti di difesa, per la guerra e per la caccia grossa.
Vennero sviluppate due varianti della razza originaria: una più piccola, diffusa nella zona del Brabante, il Brabanter Bullenbeisser, ed una più robusta e più propriamente germanica, il Danziger Bullenbeisser o Grosser Bullen. Quest'ultima era ancora utilizzata nel XVIII secolo per la caccia al bisonte nelle terre germanico-polacche, come testimoniato da Johann Friedrich von Flemming (1670-1733).
La prima razza indipendente ad essere sviluppata dal Bullen fu quasi certamente l'Alano, la cui vocazione per la caccia venne fin dal Rinascimento sviluppata tramite l'incrocio dei grossi mastini con i più agili levrieri. Nel corso del XVII secolo, esemplari di Bullenbeisser vennero introdotti dagli olandesi in Sudafrica, ove funsero da base per la successiva selezione delle razze molossoidi autoctone come il Boerboel.
Nel corso del XIX secolo, mentre la prassi della tauromachia e dei combattimenti di cani andava via via scemando (i combattimenti di cani e tori vennero proibiti per legge nel 1835), i Bullen funsero da base per lo sviluppo delle attuali razze molossoidi germaniche.

Nella città di Rottweil, sul fiume Neckar, dai bullen venne sviluppata la popolare razza Rottweiler.

A partire dal 1870, il Bullenbeisser, soprattutto nella variante più piccola, funse da base per lo sviluppo di una nuova razza, il Deutscher Boxer. Il grande successo riscosso dalla nuova tipologia di cane costò, in buona sostanza, la sopravvivenza alla razza da cui aveva avuto origine. Al principio del XX secolo, il  Boxer Kennel Club of Germany iniziò ad incrociare i bullen tedeschi con gli Old English bulldog delle isole britanniche al fine di codificare la forma definitiva del boxer. L'apporto di sangue bullen fu fondamentale per ridurre la colorazione bianca del mantello. Il rapporto di sangue tra i cani tedeschi e quelli britannici era, al tempo, di 50/50. Al tempo della Seconda guerra mondiale, bullen, bulldog e boxer venivano indiscriminatamente incrociati tra loro rendendo indistinguibili le razze. A questo momento storico data l'estinzione formale della razza Bullenbeisser.
In tempi recenti, la razza Banter Bulldogge è stata indicata da alcuni allevatori come attendibile ricostruzione dell'antico Brabanter Bullenbeisser.

## BullenbeissereBärenbeisser
Il nome Bullenbeisser significa letteralmente, in lingua tedesca, "[cane] che morde il toro", mentre Bärenbeisser significa "[cane] che morde l'orso". Si tratterebbe quindi di due razze appositamente selezionate per impieghi particolarmente pericolosi: la tauromachia e la caccia all'orso. È comunque lecito supporre, partendo dal presupposto che per entrambi detti impieghi sia necessario un cane forte, agile e "mordace", che si possa trattare della medesima razza canina passata ai posteri con due nomenclature differenti.

## Aspetto
Stando alle testimonianze storico-iconografiche, su tutte le tavole prodotte da Johann Elias Ridinger (1698-1767), il Brabanter Bullenbeisser doveva avere l'aspetto e la mole dell'Old English Bulldog, con un'altezza di circa 40 cm, mentre il Danziger Bullenbeisser doveva rassomigliare all'Alano español e al Dogo argentino, con un'altezza di circa 70 cm.

In quasi tutte le raffigurazioni, il Bullenbeisser ha il manto tigrato.

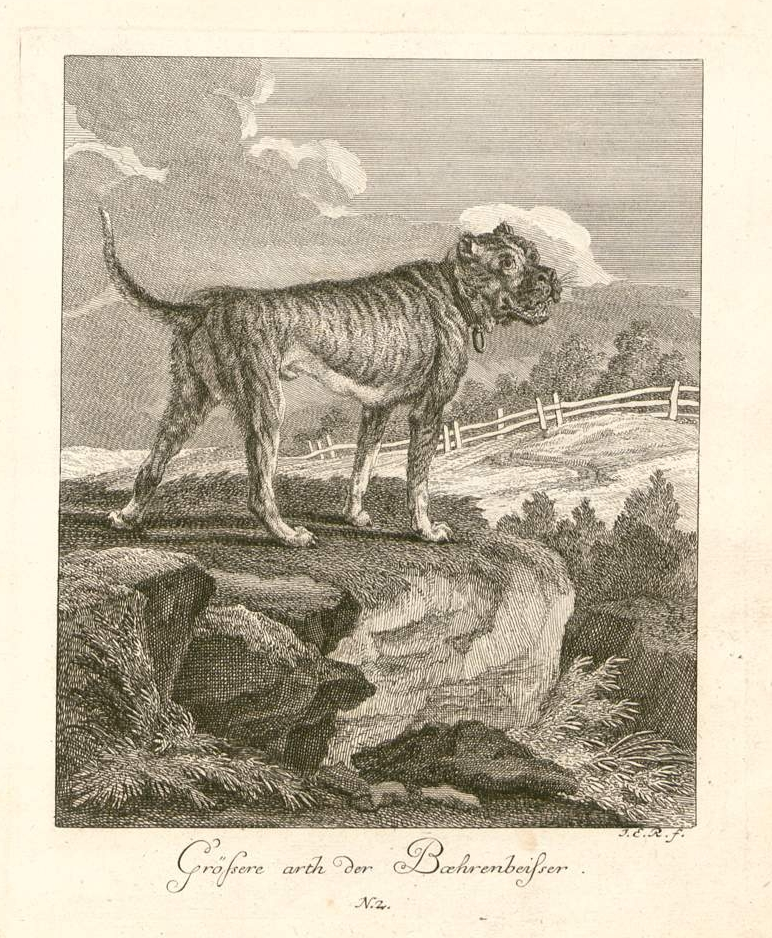
Danziger Bullenbeisser, incisione di Johan Elias Ridinger, a. 1738
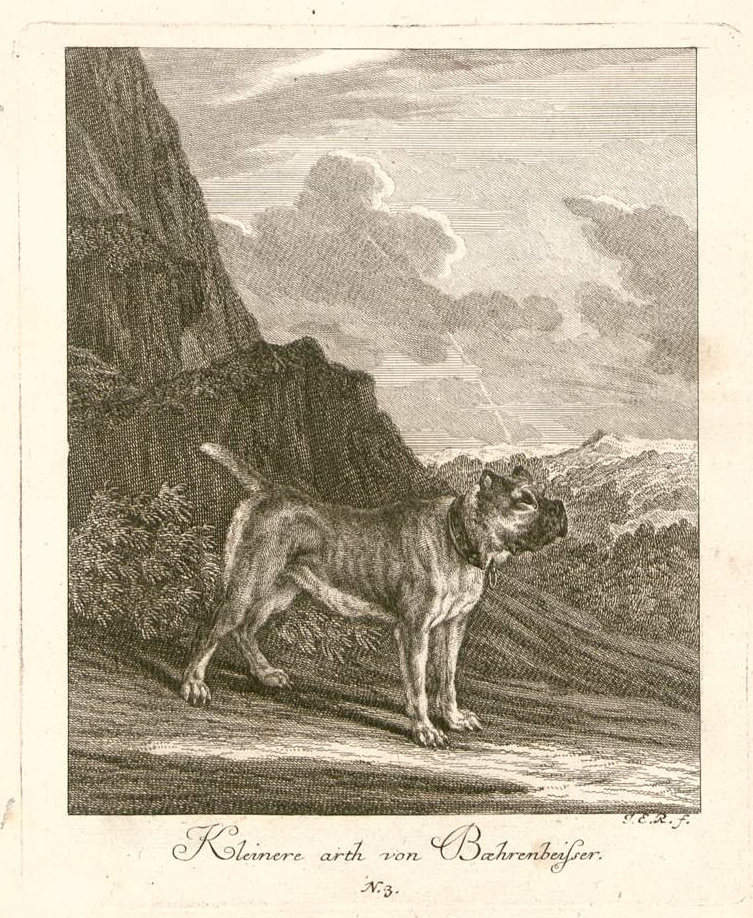
Brabanter Bullenbeisser, idem
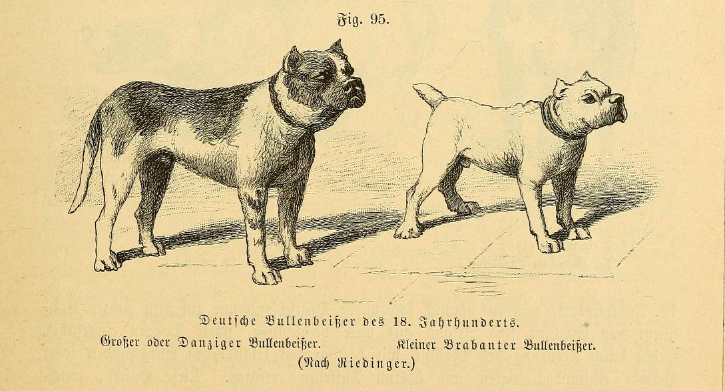
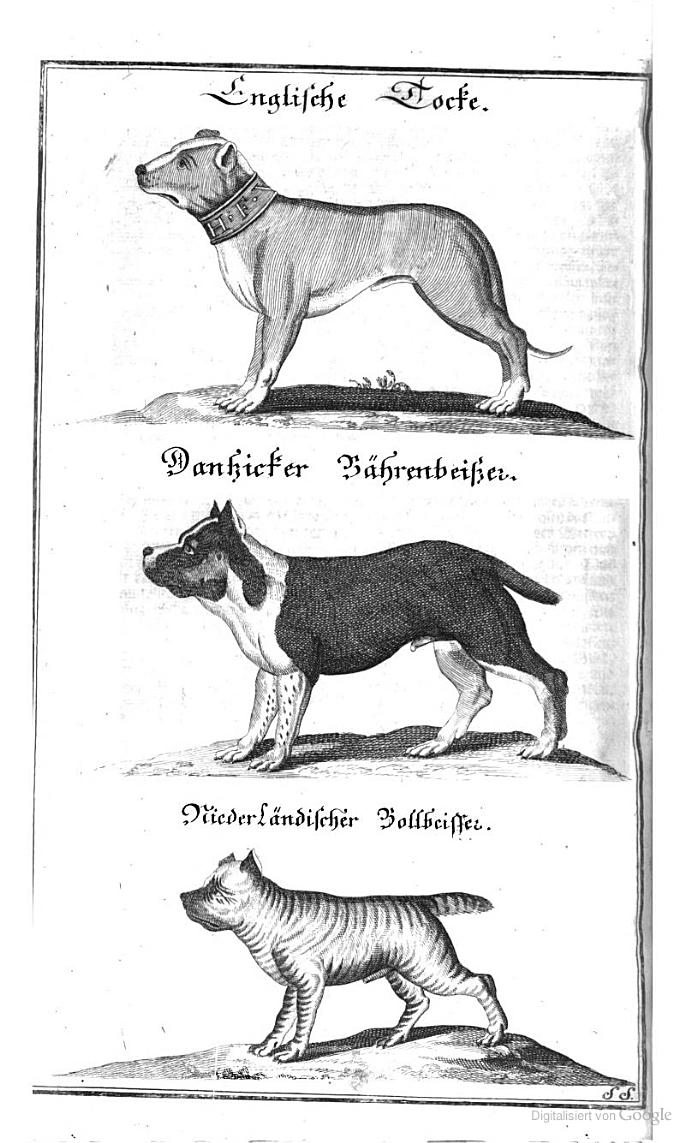
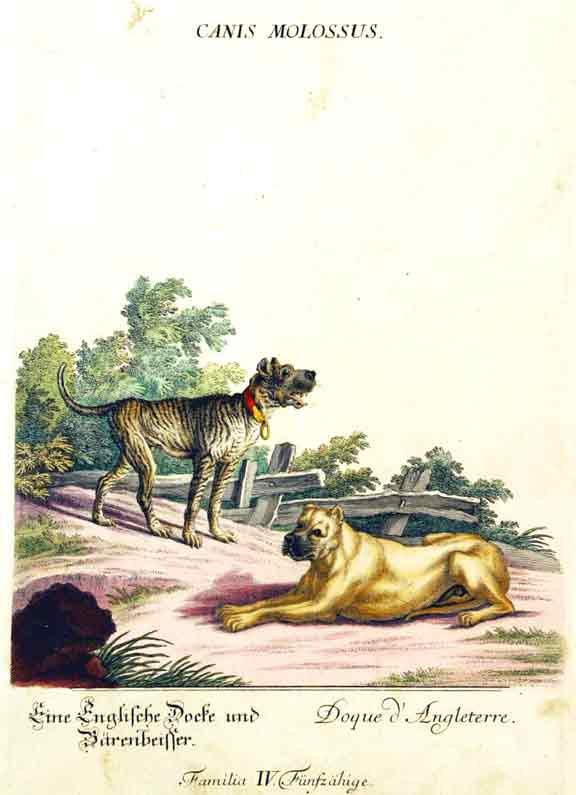
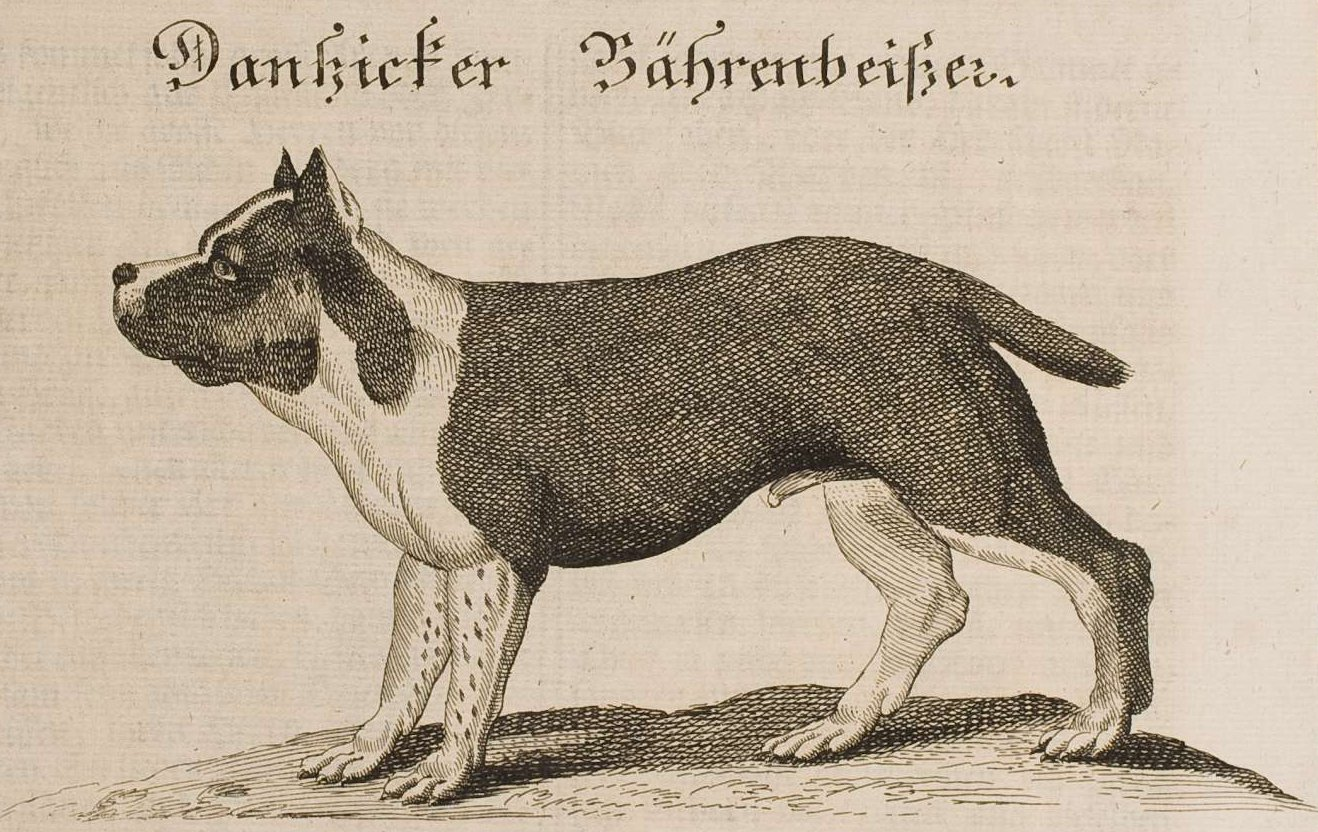
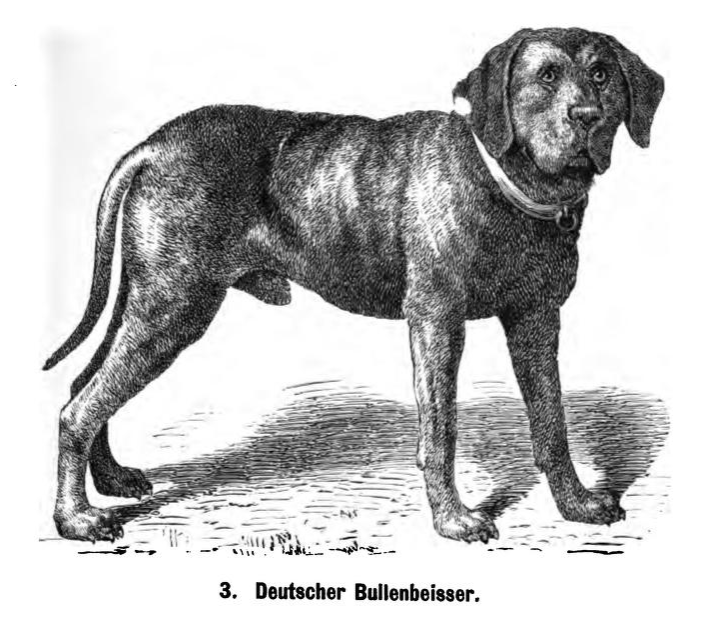
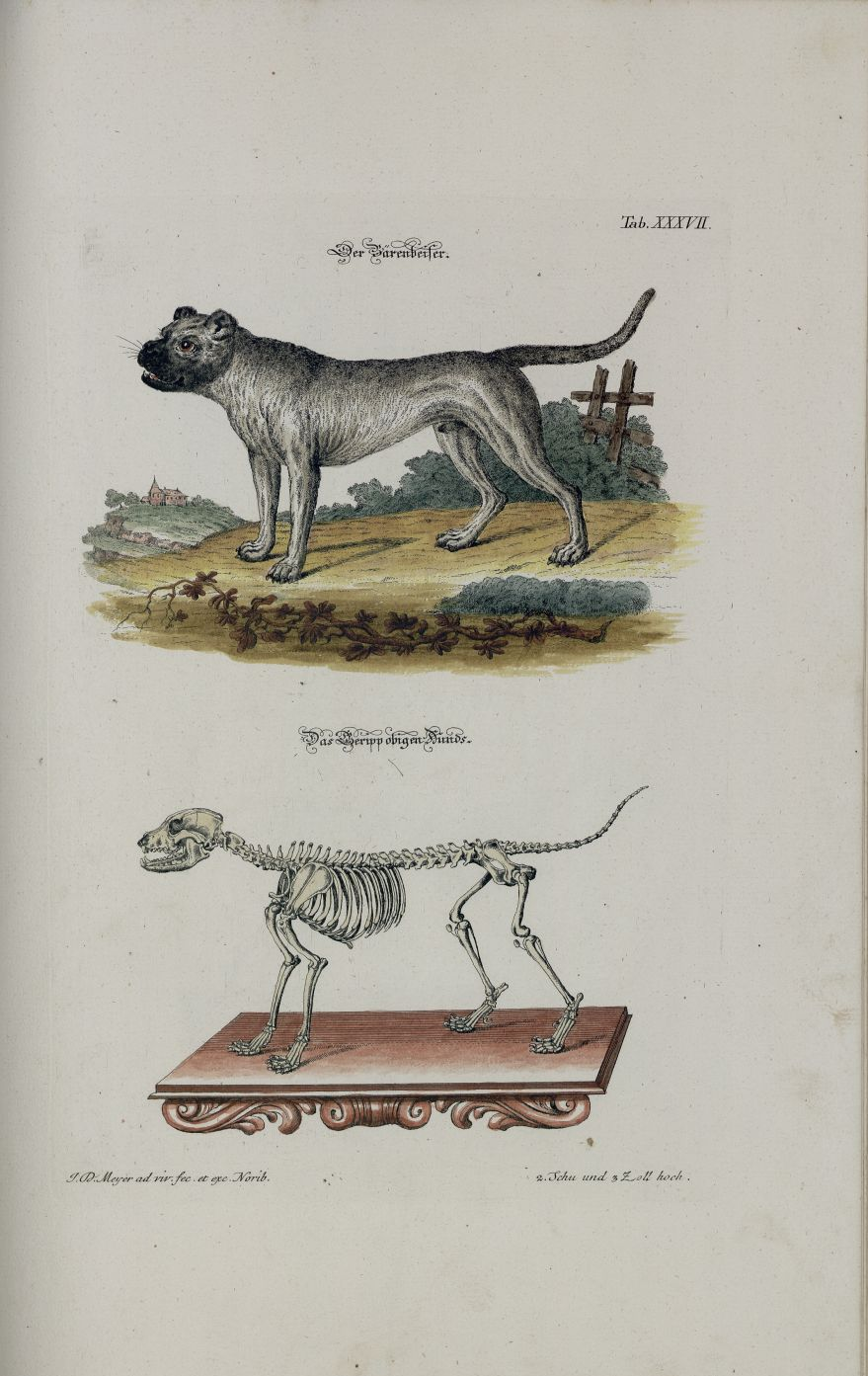
Barenbeisser